# President Airlines
President Airlines – kambodżańska linia lotnicza z siedzibą w Phnom Penh. Była prywatną linią lotniczą obsługującą połączenia międzynarodowe i krajowe. Głównym węzłem był Port lotniczy Phnom Penh. Przestała istnieć w 2007.
Flota składała się z 1 Antonov An-24. Z końcem istnienia, kierunki były do: Phmon Penh, Rotanah Kiri, Siem Reap i do Bangkoku.